# Kap Carr
Kap Carr ist ein markantes und vereistes Kap an der Clarie-Küste des ostantarktischen Wilkeslands. Es liegt 24 km nordöstlich des Kap Morse.
Seine geografische Lage wurde mittels Luftaufnahmen der United States Navy bestimmt, die während der Operation Highjump (1946–1947) angefertigt worden waren. Der US-amerikanische Polarforscher Charles Wilkes benannte während seiner United States Exploring Expedition (1838–1842) ein bei 65° 5′ S, 131° 30′ O verortetes Kap nach Leutnant Overton Carr (1812–1886), einem Teilnehmer der Forschungsreise. Die Identifizierung des Kaps erfolgte anhand von Vergleichen der 1840 von Wilkes erstellten Karte mit dem Kartenmaterial, das der US-amerikanische Kartograf Gardner Dean Blodgett im Jahr 1955 erstellte, wobei die darin enthaltene Positionsverschiebung der Porpoise Bay ausschlaggebend war.